# Bertha Dudde
Bertha Dudde (* 1. April 1891 in Liegnitz, Schlesien, heute Legnica; † 18. September 1965 in Leverkusen) war eine deutsche Schneiderin, die nach eigenen Angaben „Offenbarungen durch ihre innere Stimme“ empfing und niederschrieb. Das so entstandene Werk aus über 9.000 fortlaufend nummerierten, datierten, handschriftlichen Einzelkundgaben zu jeweils unterschiedlichen Themenbereichen wurde zu Schriftsammlungen zusammengefasst und in weitere Sprachen übersetzt. 

## Leben und Werk
Aus ihrer Autobiographie: Bertha Dudde wuchs mit sechs Geschwistern als zweitälteste Tochter eines Kunstmalers in ärmlichen Verhältnissen auf. Sie genoss lediglich die damals übliche Volksschulbildung und übte bereits früh ihre Neigung zum Schneidern praktisch aus, um die Familie finanziell zu unterstützen. Dieser Tätigkeit ging sie noch bis ins hohe Alter nach, um sich den Lebensunterhalt dadurch selbst zu erwirtschaften.
Ihre Eltern gehörten unterschiedlichen christlichen Konfessionen an und erzogen diesbezüglich ihre Kinder in relativer religiöser Freizügigkeit. Sie hatte daher kaum nennenswertes konfessionelles Wissen, denn sie hielt sich selbst von kirchlichem Einfluss fern, weil sie diesen Lehren ablehnend gegenüberstand. Sie schrieb, dass sie erstmals am 15. Juli 1937 eine innere Stimme wahrnahm: „Ich betete und achtete auf mein Inneres – ich blieb ganz still – in diesem Zustand verharrte ich oft, denn dabei überkam mich immer ein wunderbarer Friede, und Gedanken, die ich dabei empfand – in der Herzgegend, nicht im Kopf – gaben mir Trost und Kraft.“
Bis zu ihrem Tod 1965 entstanden so nach heutigem Stand ca. 9.030 Texte. Einer breiteren Leserschaft wurde sie erst in jüngerer Zeit bekannt. Das Werk wird weiterhin in diverse Sprachen übersetzt. Übersetzungen zum Download gibt es in die englische, französische, holländische, spanische, kroatische, polnische, griechische, russische, rumänische und koreanische Sprache (Stand: 2022).
Die Kundgabentexte erheben den Anspruch göttlichen Ursprungs zu sein und werden von ihren Befürwortern den Neuoffenbarungen zugerechnet, zu denen auch das in Teilen verwandte Werk Jakob Lorbers gehört. Die Weltanschauung aus der Gesamtheit der Kundgaben entwickelt ein weitreichendes, deutlich christozentrisches Weltbild, aber weicht vom propagierten des traditionellen Christentums ab.

## Kritik
Kritiker sehen in Details der Inhalte gnostische, buddhistische und hinduistische Einfärbungen. Kritiker bezweifeln ihre Behauptung, als eine Offenbarung göttlichen Ursprungs zu wirken. Sie werfen ihr Unkonkretheit, Ähnlichkeiten zu Prophezeiungen anderer Seher und teilweise existentielle Widersprüche zur Bibel vor.
Dudde führt in ihrem Werk auch zahlreiche „Erklärungen“ zu naturwissenschaftlichen Fragen an, insbesondere der Astronomie. Diese halten jedoch oft einer näheren wissenschaftlichen Überprüfung nicht stand, so wird beispielsweise der Gasplanet Saturn als Planet aus durchsichtigem Metall beschrieben und es wird behauptet, dass andere Sterne ohne unsere Sonne nicht existieren könnten.